# Saint-Georges-de-Pointindoux
Saint-Georges-de-Pointindoux település Franciaországban, Vendée megyében. Lakosainak száma 1820 fő (2022. január 1.). Saint-Georges-de-Pointindoux Beaulieu-sous-la-Roche, Landeronde, Martinet, Sainte-Flaive-des-Loups, Saint-Julien-des-Landes és Les Achards községekkel határos.

## Népesség
A település népessége az elmúlt években az alábbi módon változott:
| Lakosok száma | 1626 | 1637 | 1666 | 1668 | 1670 | 1696 | 1721 | 1770 | 1820 |
|               | 2013 | 2015 | 2016 | 2017 | 2018 | 2019 | 2020 | 2021 | 2022 |